# Raniji Liang
Raniji Liang (kineski: 前涼, pinyin : Qián Liáng; 320. – 376.) je bila kineska država u doba dinastije Jin, poznata kao jedno od Šesnaest kraljevstava. Osnovala ju je obitelj Zhang koja je pripadala Han Kinezima, a teritoriji su joj obuhvaćali današnji Gansu i dijelove Nigxije, Shaanxija, Qinghaija i Xinjianga.
Svi vladari Ranijeg Lianga su u formalnom smislu bili vojvode od Xipinga i za vladare su uglavnom priznavali carsku dinastiju Jin. Jedini izuzetak je bio Zhang Zuo koji se proglasio „wangom” (v. Kinesko plemstvo (kralj). Drugi vladari države su naslov wang rabili kada su bili prisiljeni prihvatiti vrhovništvo država Han Zhao, Kasniji Zhao ili Raniji Qin.
Gaochang, kojega je kao vojno naselje Han Kineza osnovao Zhang Gui 327. god., posljednjeg je osvojio general Lu Gang od Ranijeg Qina 383. god.

## Vladari Ranijeg Lianga
| Hramsko ime/na                         | Postumno ime/nas                            | Obiteljska i osobna imena              | Dužina vladavine                                   | Imena ere i njihova dužina                                                  |
| -------------------------------------- | ------------------------------------------- | -------------------------------------- | -------------------------------------------------- | --------------------------------------------------------------------------- |
| Kineski običaj:obiteljsko i osobno ime |                                             |                                        |                                                    |                                                                             |
| nije postojalo                         | Ming (明 Míng)                              | Zhang Shi (張寔 Zhāng Shí)             | 314. – 320.                                        | Jianxing (建興 Jiànxīng) 314. – 320.                                        |
| nije postojalo                         | Cheng (成 Chéng)                            | Zhang Mao (張茂 Zhāng Mào)             | 320. – 324.                                        | Jianxing (建興 Jiànxīng) 320. – 324.                                        |
| nije postojalo                         | Zhongcheng (忠成 Zhōngchéng)                | Zhang Jun (張駿 Zhāng Jùn)             | 324. – 346.                                        | Jianxing (建興 Jiànxīng) 324. – 346.                                        |
| nije postojalo                         | Huan (桓 Huán)                              | Zhang Chonghua (張重華 Zhāng Chónghuá) | 346. – 353.                                        | Jianxing (建興 Jiànxīng) 346. – 353.                                        |
| nije postojalo                         | Ai (哀 āi)                                  | Zhang Yaoling (張曜靈 Zhāng Yàolíng)   | 3 mjeseca (deveti do dvanaesti mjesec) godine 353. | Jianxing (建興 Jiànxīng) 353.                                               |
| nije postojalo                         | King Wei (威王 Wēi Wáng)                    | Zhang Zuo (張祚 Zhāng Zuò)             | 353. – 355.                                        | Jianxing (建興 Jiànxīng) 353. – 354. Heping (和平 Hépíng) 354. – 355.       |
| nije postojalo                         | Jingdao (敬悼 Jìngdào) ili Chong (沖 Chōng) | Zhang Xuanjing (張玄靚 Zhāng Xuánjìng) | 355. – 363.                                        | Jianxing (建興 Jiànxīng) 355. – 361. Shengping (升平 Shēngpíng) 361. – 363. |
| nije postojalo                         | Dao (悼 Dào)                                | Zhang Tianxi (張天錫 Zhāng Tiānxí)     | 364. – 376.                                        | Shengping (升平 Shēngpíng) 364. – 376.                                      |